# Urugvajci
Urugvajci (španjolski: Uruguayos) naziv je za sve stanovnike Urugvaja i urugvajske državljane u stranim zemljama. Povijesno gledajući, Urugvajci se kao narod javljaju početkom 19. stoljeća, kada je stanovništvo na području današnje urugvajske države izborilo svoju neovisnost od Španjolskog kolonijalnog carstva. 
Kao i većina naroda Južne Amerike, Urugvajci potječu od više indijanskih plemena koja su do dolaska, prije svega portugalskih, a kasnije i španjolsih konkvistadora, naseljavala urugvajsko tlo. Ipak, najviši udio u urugvajskom stanovništvu imaju Europljani, koji su se velikim useljeničkim valovima doseljavali tijekom 19. i 20. stoljeća.
Brojni talijanski, španjolski, hrvatski, grčki i arapski iseljenici prilagodili su se (asimilirali) u urugvajsko društvo, obogaćujući i mijenjajući time urugvajski jezik, kulturu, glazbu, običaje i sam način života. Prema vjeroispovijesti, Urugvajci su većinom pripadnici Katoličke Crkve i drugih kršćanskih ogranaka poput pravoslavlja.